# Geelsnavellepelaar
De geelsnavellepelaar (Platalea flavipes) is een vogelsoort uit de familie van de ibissen en lepelaars.

## Kenmerken
Ze worden ongeveer 90 centimeter groot, hebben witte veren en een gele snavel. Mannetjes en vrouwtjes hebben hetzelfde verenkleed. Zoals alle leden van de familie Ibissen en lepelaars vliegen ze altijd met hun kop gestrekt.

## Leefwijze
Ze zoeken hun voedsel in het water door met de snavel van links naar rechts in het water te vegen. Eens een prooi gevangen wordt die in één keer ingeslikt. Ze zoeken overdag maar ook in de nacht naar voedsel vaak na zware regenval. Dat zijn vooral schaaldieren, maar ook slakken, spinnen en insecten.

## Voortplanting
Als er genoeg water in de buurt is, zullen de lepelaars twee keer per jaar broeden.  Het nest is gebouwd van takken en zit in een boom waarvan de onderkant van het nest vaak in het water hangt.  Vaak wordt het nest ook in een rietveld gemaakt.  Ze leggen er twee tot vier witte eieren in.  Vaak nestelen ze samen met reigers, aalscholvers en ibissen.

## Verspreiding
De soort komt veel voor in het zuidoosten van Australië, en is niet ongebruikelijk voor de rest van het continent. Zij nesten zich in bomen, moerassen of riet-bedden, en komen voor in ondiepe watergebieden en soms op het droog grasland.